# Dystrykt Andramasina
Andramasina – dystrykt Madagaskaru z siedzibą w Andramasina, wchodzący w skład regionu Analamanga.

## Demografia
W 1993 roku dystrykt zamieszkiwało 109 184 osób. W 2011 liczbę jego mieszkańców oszacowano na 161 197.

## Podział administracyjny
W skład dystryktu wchodzi 11 gmin (kaominina):
- Abohimiadana
- Alarobia Vatosola
- Alatsinainy Bakaro
- Andohariana
- Andramasina
- Anosibe Trimoloharana
- Fitsinjovana Bakaro
- Mandrosoa
- Sabotsy Ambohitromby
- Sabotsy Manjakavcahoaka
- Tankafatra